# 美濃市駅
美濃市駅（みのしえき）は、岐阜県美濃市広岡町にある、長良川鉄道越美南線の駅である。駅番号は11。

## 歴史
- 1923年（大正12年）10月5日：鉄道省越美南線美濃太田駅 - 当駅間開通時に終着駅の美濃町駅（みのまちえき）として開設。旅客・貨物取扱開始[1]。
- 1926年（大正15年）7月15日：当駅 - 板取口駅（現・湯の洞温泉口駅）間延伸[1]。
- 1954年（昭和29年）11月10日：美濃市駅（みのしえき）に改称[2]。
- 1974年（昭和49年）10月1日：貨物取扱廃止[1]。
- 1984年（昭和59年）2月1日：荷物扱い廃止[2]。
- 1986年（昭和61年）12月11日：越美南線が長良川鉄道へ転換、同社の駅となる[1]。
- 2013年（平成25年）12月24日：駅舎・プラットホーム及び待合所の2件が国の登録有形文化財に登録[3][4][5]。

## 駅構造
島式ホーム1面2線を有する地上駅。ホームは駅舎より高い所に設置されており、駅舎とは関寄りの地下道で連絡している。
有人駅で、窓口の営業は火・木曜日を除く9:30 - 18:00の間（但し、閉鎖時間帯あり）である。なお、自動券売機は設置されておらず、乗車券は全て窓口で購入することになり、一部の駅へは硬券で販売している。「長良川鉄道美濃市駅本屋」および「長良川鉄道美濃市駅プラットホーム及び待合所」は2013年12月24日、国の登録有形文化財（建造物）登録を受けている。
敷地内に駐車場（7台）と駐輪場（レンタサイクル5台所有）がある。以前は喫茶店が併設されていたが、既に閉店しており、そのスペースは事務所となっている。

### のりば
| のりば | 路線      | 行先               | 備考     |
| ------ | --------- | ------------------ | -------- |
| 1      | ■越美南線 | 郡上八幡・北濃方面 |          |
| 1      | ■越美南線 | 関・美濃太田方面   | 当駅始発 |
| 2      | ■越美南線 | 関・美濃太田方面   |          |

付記事項
- 構内北側に2本の側線を備えており、保線用モーターカーが留置されている他、新型車両の搬入の際に使われることもある。
- 夜間滞泊が設定されていないため、この駅が終点となる列車の一部は関駅まで回送される。

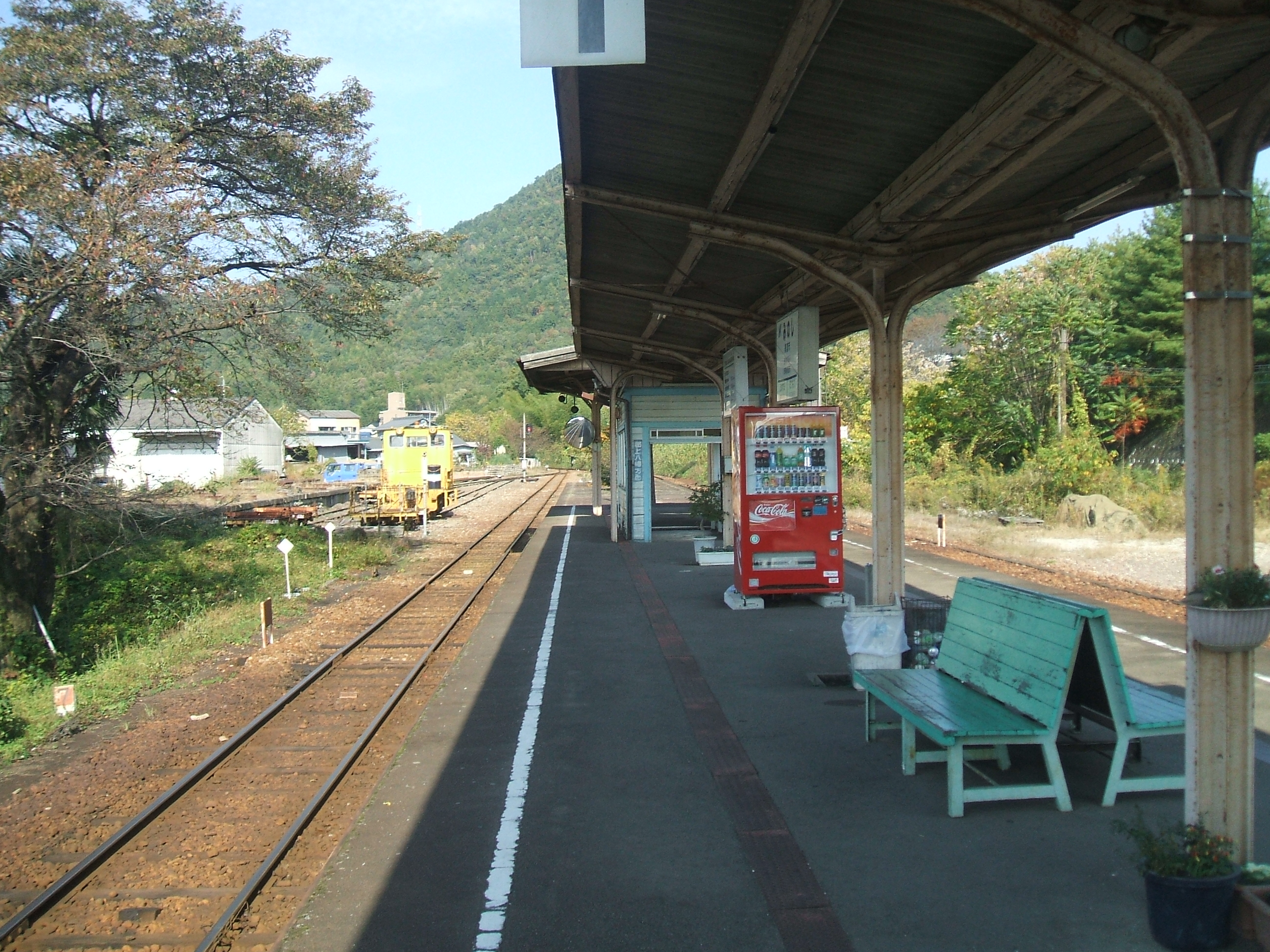
北濃方向を見る。側線に保線車両が留置されている（2009年10月）
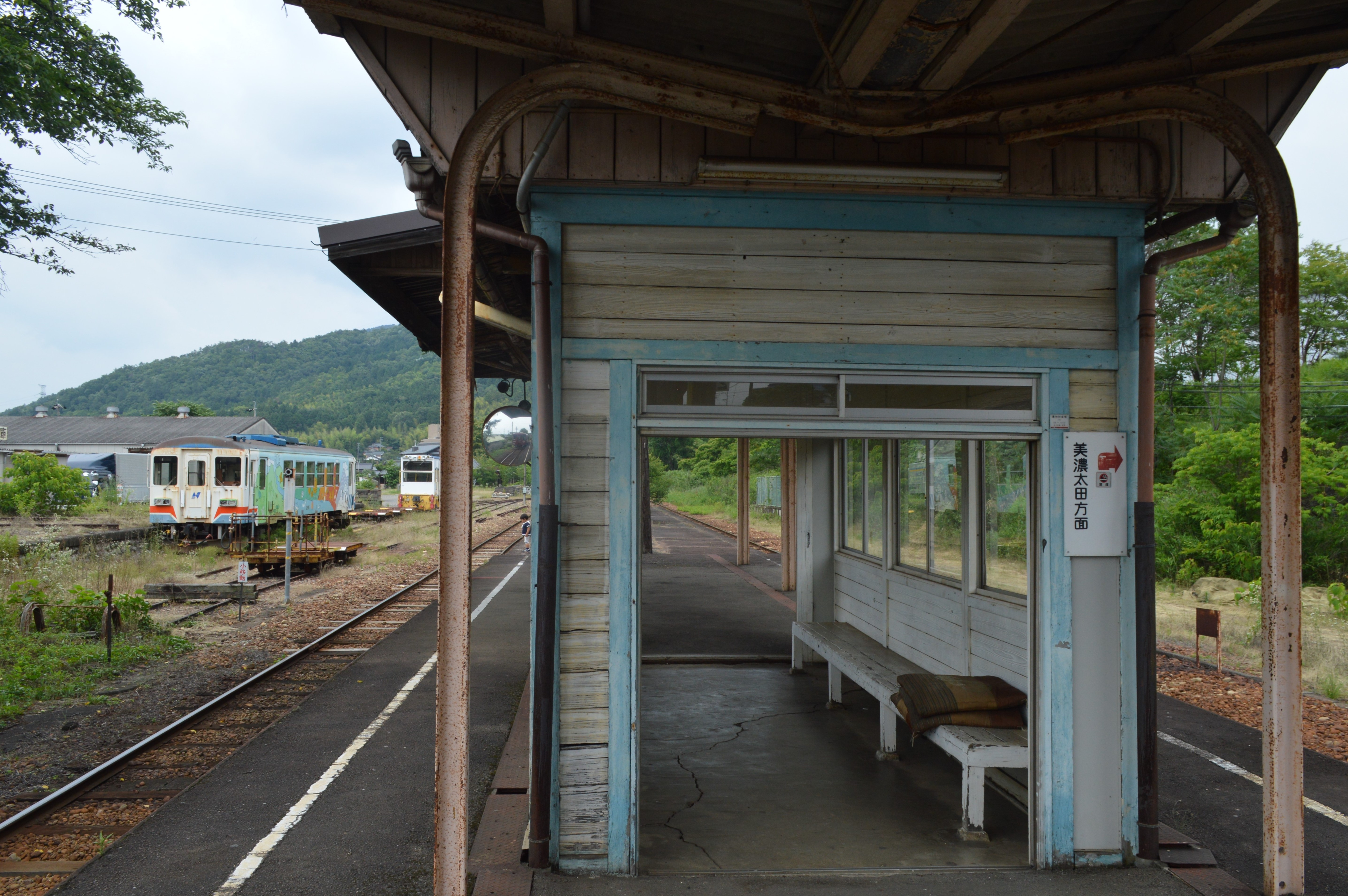
待合室。側線に車両が留置されている（2020年5月）
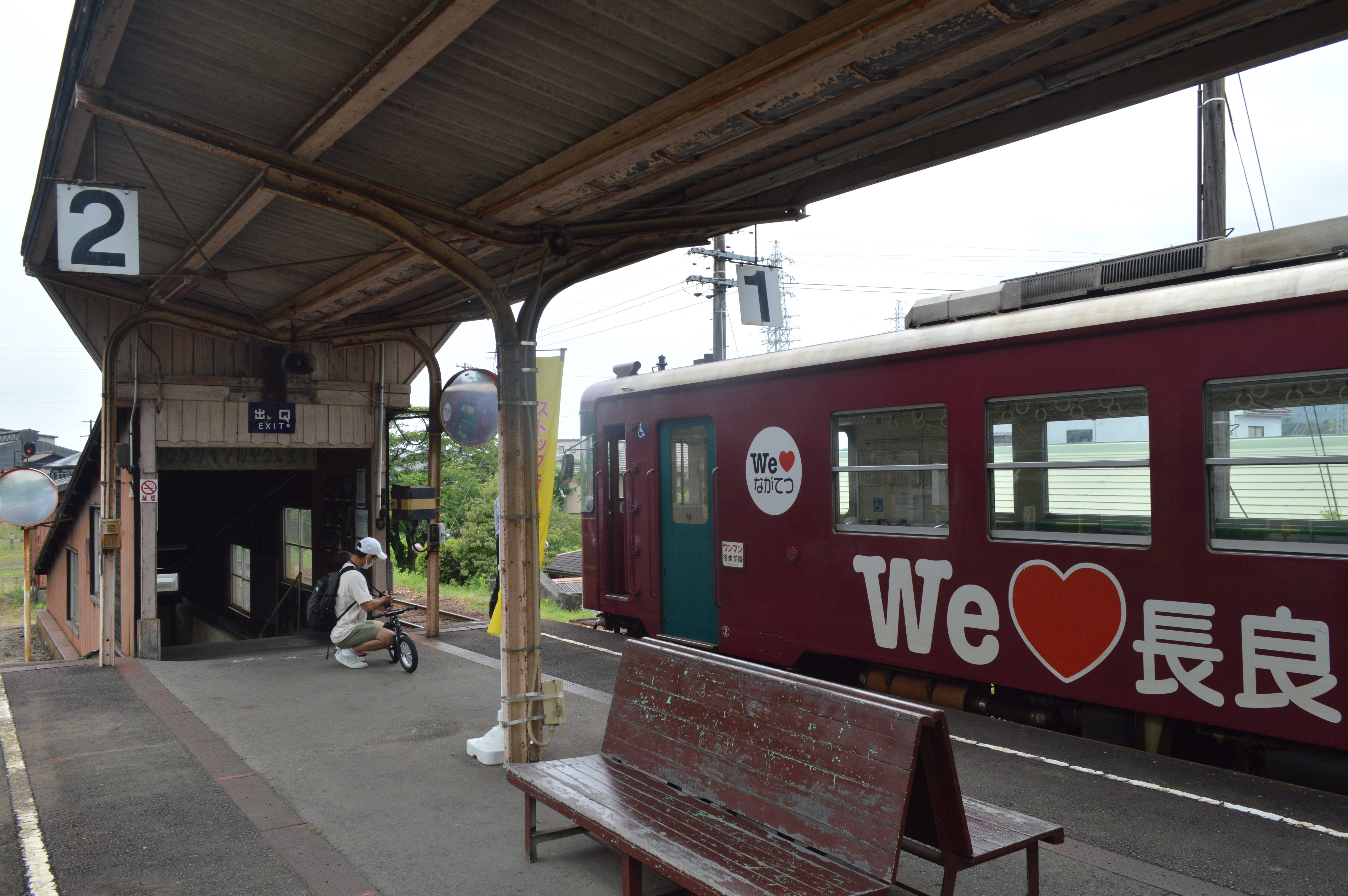
ホームから地下道への出入口（2020年5月）
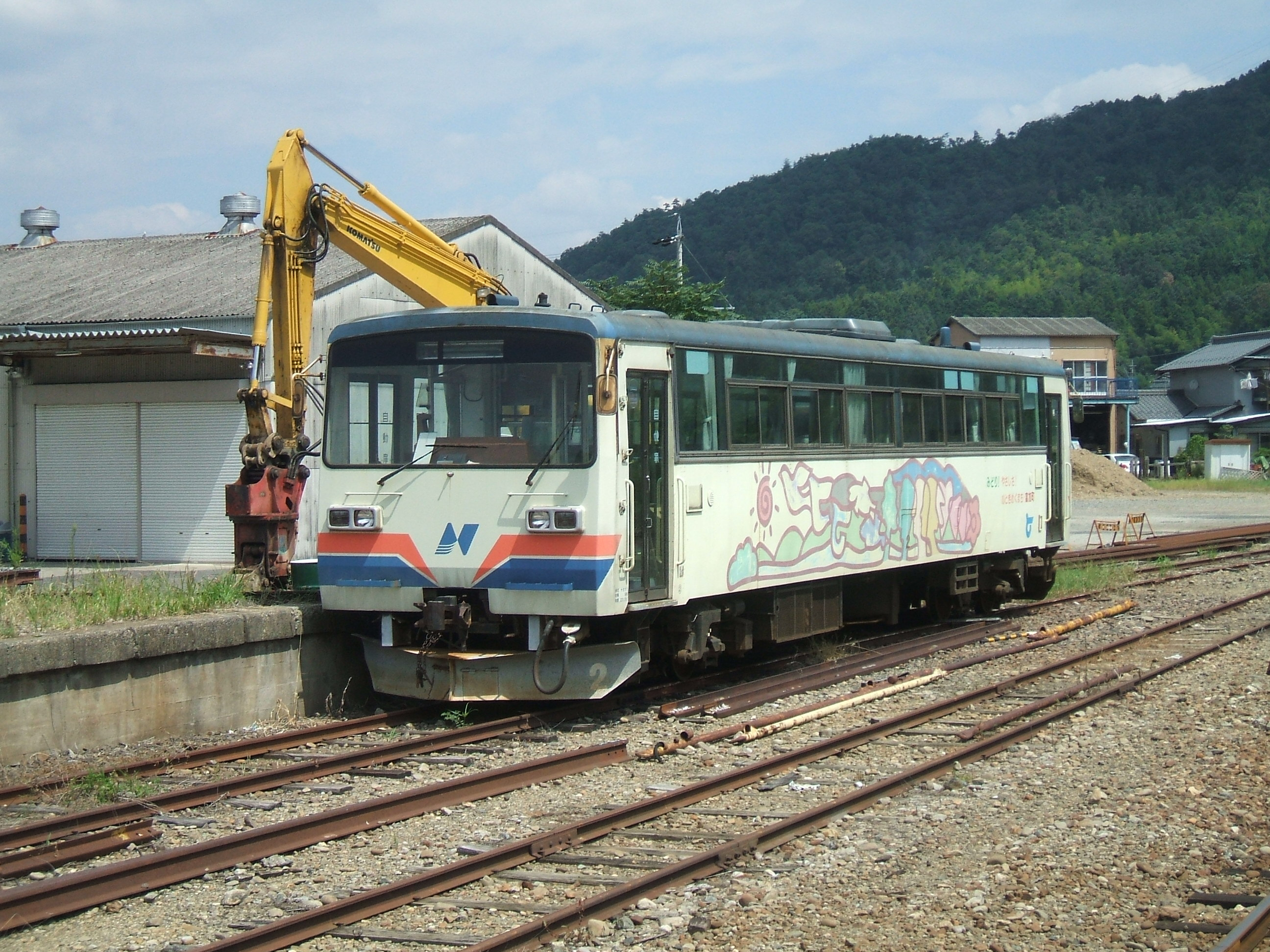
廃車後、側線に解体のため留置されていたナガラ1形（2号車、2009年8月）

## 利用状況
近年の1日平均乗降人員の推移は以下の通り。
- 1999年 - 673人
- 2000年 - 586人
- 2001年 - 482人
- 2002年 - 482人
- 2003年 - 444人
- 2004年 - 366人
- 2005年 - 297人
- 2006年 - 310人
- 2007年 - 291人
- 2008年 - 332人
- 2009年 - 311人
- 2010年 - 222人
- 2011年 - 205人
- 2012年 - 190人
- 2013年 - 186人

## 駅周辺
- 美濃市美濃町伝統的建造物群保存地区（重要伝統的建造物群保存地区。うだつの上がる町並みが残されている。）
- 名古屋食料事務所美濃支所
- 旧名鉄美濃町線美濃駅[11]
- 美濃市立美濃中学校
- 美濃郵便局
- イオンタウン美濃
- 桜井グラフィックシステム
- 岐阜信用金庫 美濃支店
- 東海北陸自動車道
- 岐阜県道296号美濃市停車場線
- 岐阜県道281号関美濃線
- 岐阜県道80号美濃川辺線

### バス路線
- 岐阜バス 武儀高校線
  - 関市山田行（小瀬・小屋名経由）
- 美濃市乗り合わせタクシー「のり愛くん」

※武儀高校線は土休日と休校日は運転されない。

## 隣の駅
長良川鉄道
■越美南線
松森駅（10） - 美濃市駅（11） - 梅山駅（12）